# 양림 (독립운동가)

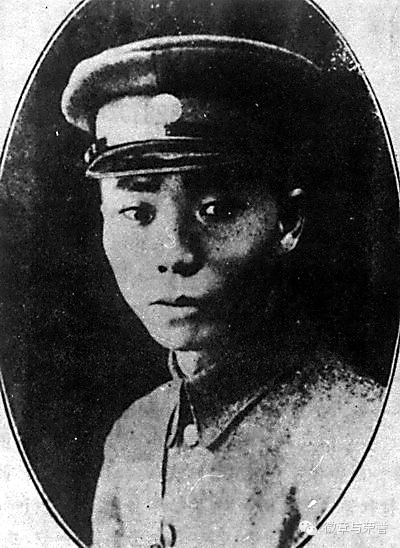

양림(楊林, 1901년 ~ 1936년)은 한국의 독립운동가이다. 중국 공산당 고위 간부를 지냈다. 본명은 김훈(金勛). 양녕·비스티·양주평·주동무 등 여러 이름을 썼다. 양주평(楊州平)이라는 이름도 사용했는데 장시 소비에트지구에 온 뒤 비스티(畢士悌)로 이름을 바꿨다.

## 생애
1901년(또는1898년) 평안북도의 한 애국지사의 가정에서 태어났다. 평양고보에 다닐 때 반일 애국학생운동에 적극 참여해 학생들에게 큰 영향력을 갖고 있었다. 1919년 아버지와 함께 평양에서 3.1만세 민중봉기에 참여했다. 일제는 만세운동 참가자를 살해하는 등 잔혹하게 3.1운동을 진압했다. 양림의 아버지는 그때 살해됐다. 그 해 가을 중국 지린성 신흥무관학교에 들어간다. 당시 혁명가 교육의 산실이었던 그곳에서 군사교육을 받은 양림은 이듬해 5월 김좌진이 교장을 맡은 북로군정서 사관연성소의 교관이 된다. 같은해 10월 그는 1개 중대를 이끌고 청산리 백운평 골짜기 절벽 위에 매복한다. 나뭇가지와 낙엽으로 몸을 숨긴 이들은 독립군이 계곡을 통해 도망쳤다는 허위 정보에 속아 백운평으로 들어선 일본군을 향해 총구를 겨눴다. 엿새 동안 1000여명이 넘는 일본군을 사살하고 독립군의 완벽한 승리로 기록된 청산리 전투에서 양림은 빗발치는 총탄을 온몸으로 기억한 뒤 이를 <독립신문>에 글로 풀어냈다.
“지린성 왕칭현은 우리 군정서 사관연성소의 소재지였소. 지난해 2월부터 이 연성소를 설립하고 훈련에 착수하였는데, 나는 거기 한 교관이 되어 교수에 종사하였소.” 15년을 거슬러 올라간 1921년 3월1일 상하이에서 발행된 <독립신문>(96호)에는 청산리 전투에 참전한 한 장교가 쓴 장문의 글이 실렸다. ‘북로아군실전기’라는 제목으로 두 차례에 걸쳐 청산리 전투의 시작과 끝을 세세하게 갈무리한 이 글을 쓴 사람은 김훈, 그가 바로 양림이다.
양림은 학교를 바꿔가며 모두 여섯차례에 걸쳐 군사교육을 받거나 가르쳤다. 중국공산당 중앙당교 최용수 교수는 “당시 독립군은 물론, 홍군 안에서도 이 정도로 군사 지식을 쌓은 사람은 없었다”고 말했다. 21년 그는 윈난(운남)강무학교 포병과의 문을 두드린다. 이곳에서 양림은 쑨원의 국민혁명을 접하지만, 이어 당시 중국혁명의 중심지였던 광저우에서 저우언라이(주은래)와 운명적 조우를 한다. 양림은 저우언라이가 정치부 부주임으로 있던 황포군관학교에서 교관으로 근무하며 중국인은 물론 항일 투쟁을 위해 이곳을 거쳐간 수십명의 조선 학생들을 직접 가르친다. 1925년 2월 황푸군관학교 정치부 주임이었던 저우언라이가 인솔한 광시군벌 천지융밍에 대한 광둥 혁명정부군의 제1차 동정(東征) 때 제3기 학생대 대장으로 2개 학생연대를 이끌고 정면 진격에 나서 많은 적들을 섬멸하는 등 뛰어난 공을 세웠다. 6월에는 저우언라이의 제2차 동정군과 광저우에서 합류해 윈난 군벌 양희민과 광시 군벌 류진환의 반군을 격파하는데 많은 전과를 올렸다. 양림은 이때 공산당에 가입했고, 11월에 예팅(葉挺)이 이끌고 있던 광둥 국민혁명군 제4군 독립연대에 파견돼 제3 대대장을 맡았다. 1926년 4월 황푸군관학교에 복귀해 중좌 기술주임 교관에 임명된 뒤 국민혁명군의 북벌과 광저우 폭동에도 참가했다.
양림과 김산, 김원봉 등의 노력으로 1926년 늦은봄에 북벌전쟁을 앞두고 조선사람들의 모든 집단과 당파를 대표하는 통일동맹 “조선혁명청년동맹”이 광주에서 창립식을 가지였다. 양림 등의 헌신적 도움으로 1926년 겨울에 중산대학과 황포군관학교의 의렬단원들은 회의를 가지고 의렬단의 명칭을 “조선민족독립당”으로 고치고 김원봉 등 11명의 집행위원을 선거하였다. 이때를 두고 김산은 “드디여 종파주의에 대한 승리를 거두게 된것이였다. 이로써 혁명청년동맹과 민족독립당이라는 두 조직이 공공연한 조직으로 나타”났다고 “아리랑의 노래”에서 말하였다. 그후 의렬단이 재조직된 조선민족독립당은 또 1927년 4월 광주 류월한국청년회 중산대학 제2차 림시대회와 그해 11월 각 지방의 청년회 련합으로 된 상해 “중국본부한인청년동맹”결성을 성공적으로 이끌었다.
1927년 장제스가 '4.12쿠데타'를 일으켜 수많은 공산당원을 살해하고 검거선풍이 전국을 휩쓸자 당중앙은 양림을 부인 이추악과 함께 소련 모스크바 중산대학으로 유학 보냈다. 양림은 이곳에서 1년간 마르크스-레닌 등 공산주의 사상을 공부한 뒤 육군 보병군정대학에 들어가 1년간 군사과학을 배웠다. 1930년 봄에 중국 상하이로 돌아 온 양림 부부는 중앙군사위원회의 명령으로 중국공산당 만주성위원회에 파견됐다. 성위원회는 양림을 동만주 특위 군사위원회 서기로 파견해 군사부문의 공작을 맡겼다.
그는 동북에 온 뒤 적극적으로 농민무장을 조직했다. 연길, 화룡, 왕청 등지의 중-조 군중을 발동하여 악질지주와 군경의 무장을 탈취하고 반일 유격대를 조직했다. 1931년 일제가 본격적인 만주침공을 자행한 '9.18사변‘이후 중국공산당 만주성위원회는 그해 12월 선양(沈陽)에서 하얼빈으로 옮겼다. 양림은 군사위원회 서기가 되었다. 양림은 1933년 7월 중앙 소비에트지구로 가기까지 하얼빈에 10개월 정도 머물렀다.
중공 만주성위는 동북 전역의 항일유격전을 지휘하였으며, 실질적으로 항일련군의 지휘부였다. 양림은 군사위 서기로 있으면서 항일 무장투쟁을 매우 중시했다. 성위는 각 지역 당 조직에 인민 군중을 무장하여 유격전쟁을 전개하고 모든 항일역량을 집중할 것을 지시했다. 양림은 반석지구에서 반석 노농의용군을 창립했다.
이 무장대오는 그후 남만유격대로, 동북항일련군 제1군으로 발전했다. 양림은 1933년 7월 중공중앙의 지시로 상하이에서 소집된 군사위원회의에 참석한 뒤 장시성 중앙소비에트지구에 가 노농홍군 제1방면군 보충사 사장에 임명되어 저우언라이 조직에서 포로 재교육과 신병훈련을 맡아 그들을 전선에 보내는 일을 했다. 양림은 저우언라이가 정치부 부주임으로 있던 황포군관학교에서 교관으로 근무하며 중국인은 물론 항일 투쟁을 위해 이곳을 거쳐간 수십명의 조선 학생들을 직접 가르친다.
<중국공산당 조직사 자료>를 보면, 33~34년 사이 중국 공농홍군 제1군단장 린뱌오(임표)와 정치위원에 이어 양림은 서열 3위인 참모장을 맡았다. 린뱌오 등이 나중에 원수급까지 올라간 것에 비춰 볼 때 양림의 위치가 어느 정도였는지 짐작할 수 있다. 하지만 현재 기념관으로 변한 이곳의 수많은 전시물 어디에도 양림과 한국 학생들의 흔적은 없었다. 한국에선 이념 문제로 존재가 지워졌던 이 혁명가는 중국에서도 올바른 평가를 받지 못하고 있는 듯했다.
그의 이름은 광둥혁명역사박물관 자료실에서 어렵게 발견됐다. 황포군관학교 학생·교직원 명부인 <황포군교 동학록>에는 수천명의 이름들 사이로 25살 청년 ‘양녕’이란 이름이 실려 있다. 그는 양녕·비스티·양주평·주동무 등 여러 이름을 썼다. 모스크바 공산대학에서 다시 군사교육을 받은 그는 30년 중국으로 돌아와 항일의 전초기지인 동북지역으로 간다. 만주성위 군사위 서기까지 오른 그는 34년 10월 중국공산당 홍군의 중심세력인 ‘홍색간부단’ 참모장으로 장정에 오른다.
양림이 이 즈음에 신문에 발표한 ‘홍군의 북상 항일선언을 옹호한다’라는 글은 당시 중국혁명에 뛰어든 한국인들의 주된 목적이 어디에 있었는지 잘 보여준다. “국민당은 중국을 일제에 팔아먹으려 한다. 오직 소비에트 및 홍군만이 ‘항일’의 유일한 대표자다.” 그에게 중국 혁명은 ‘항일 투쟁’과 ‘조선 독립’이라는 목표를 이루기 위한 고난의 선택이었던 셈이다.
양림은 36년 2월 15군단 75사단 참모장으로 황허 도하작전을 성공적으로 이끌고 목숨을 잃었다. 황하 전선에서 총탄을 맞고 전사한 양림에 이어 이추악도 같은 해 8월 밀고로 퉁허현에서 일제에 붙잡혀 살해당했다. 양림과 그의 부인 이추악은 중국혁명의 길을 함께 걸으며 생사고락을 같이 하다 비극의 죽음을 맞았다. ‘같은 해 태어나 같은 해 중국공산당에 가입한 뒤 같은 해 죽은 혁명가 부부’였다.
중국 산시성의 작은 도시 스러우. 스러우의 황토 언덕 위에 선 ‘홍군동정기념관’에 소개된 양림의 사진설명이다.
“비스티 혹은 양림, 양녕, 양주평. 조선인. 1936년 2월20일 늦은 8시. 홍군 제15군단 75사 돌격대 40여명이 참모장 비스티를 따라 황허를 건너 동쪽으로 진입. 다음날 새벽 스러우 하가요촌 점령. ‘동정’(東征) 항일을 위한 황허 도하작전을 마친 뒤 복부에 총을 맞고 전사.”